# ريك فيريل
ريك فيريل (بالإنجليزية: Rick Ferrell) هو لاعب كرة قاعدة أمريكي، ولد في 12 أكتوبر 1905 في درم في الولايات المتحدة، وتوفي في 27 يوليو 1995 في بلومفيلد هيلز في الولايات المتحدة.

## وصلات خارجية
- ريك فيريل على موقع دوري كرة القاعدة الرئيسي (الإنجليزية)
- ريك فيريل على موقعبيزبول رفرنس.كوم (الدوري الرئيسي) (الإنجليزية)
- ريك فيريل على موقعبيزبول رفرنس.كوم (الدوري الثانوي) (الإنجليزية)
- ريك فيريل على موقع جمعية أبحاث البيسبول الأمريكية (الإنجليزية)
- ريك فيريل على موقع إي إس بي إن.كوم (أم.أل.بي) (الإنجليزية)
- ريك فيريل على موقع مشجعي الرسوم البيانية (الإنجليزية)
- ريك فيريل على موقع قاعة مشاهير كرة القاعدة (الإنجليزية)
- ريك فيريل على موقع قاعة كارولاينا الشمالية للمشاهير الرياضية (الإنجليزية)